# Roger Guerreiro
Roger Guerreiro (São Paulo, 25 mei 1982) is een Pools voetballer van Braziliaanse komaf.

## Clubcarrière
Guerreiro begon zijn loopbaan bij AD São Caetano, ging vervolgens naar SC Corinthians. Hij brak door bij CR Flamengo en vervolgde zijn loopbaan bij Celta de Vigo in Spanje. Hierna keerde hij terug in Brazilië bij EC Juventude. Van 2006 tot 2009 speelde hij voor Legia Warschau. 

## Interlandcarrière
Sinds zijn eerste selectie in 2008 speelde hij 25 keer voor Polen. Guerreiro maakte deel uit van de selectie voor het Europees kampioenschap voetbal 2008.